# Chontalpán
Chontalpán är en ort i Mexiko.   Den ligger i kommunen Tetipac och delstaten Guerrero, i den södra delen av landet, 100 km sydväst om huvudstaden Mexico City. Chontalpán ligger 1 933 meter över havet och antalet invånare är 265.
Terrängen runt Chontalpán är huvudsakligen kuperad, men åt sydväst är den bergig. Runt Chontalpán är det ganska tätbefolkat, med 75 invånare per kvadratkilometer. Närmaste större samhälle är Ixtapan de la Sal, 17,6 km norr om Chontalpán. I omgivningarna runt Chontalpán växer huvudsakligen savannskog.